# Brachythecium fontanum
Brachythecium fontanum är en bladmossart som beskrevs av Allan James Fife 1990. Brachythecium fontanum ingår i släktet gräsmossor, och familjen Brachytheciaceae. Inga underarter finns listade i Catalogue of Life.